# كراب

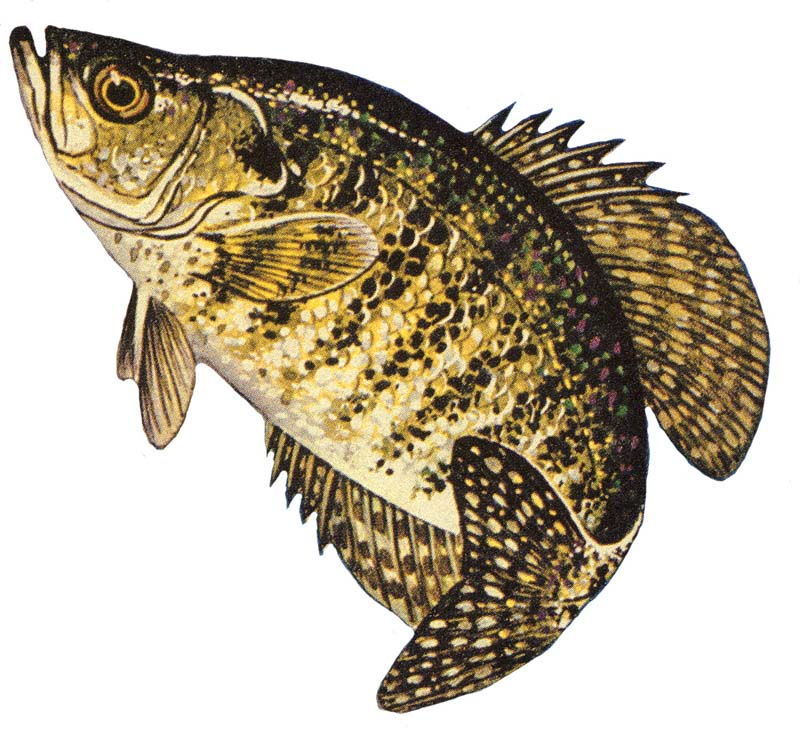

الكراب (/ˈkrɒpi, ˈkræpi/) هما نوعان من أسماك المياه العذبة في أمريكا الشمالية من عائلة أسماك الشمس. كلا النوعين من الأسماك المفضلة للصيادين.

## الأنواع
الأنواع المعروفة حالياً في هذا الجنس هي:
- الكراب الأبيض
- الكراب الأسود

## علم الأحياء
كلا نوعي الكراب البالغين غالباً يتغذون على أنواع الأسماك الصغيرة (تضم السمك الشمالي وموسكالانج والعين البيضاء) لديهم وجبات متنوعة ومنها الحشرات والقشريات وبعد يوم يميل سمك الكراب ويعتمد على الأعشاب الصغيرة والكائنات الحية المغمورة مثل الصخور. تتغذى خلال الفجر والغسق عن طريق الحركة والانتقال إلى المياه المفتوحة أو مداخل الشواطئ.

## صيد السمك
تعد أسماك بومكسيس عالية الجودة وتعتبر من أفضل أنواع أسماك المياه العذبة بسبب الوجبات الغذائية المتنوعة. يتم اصطياد الكراب بطرق متعددة ومن هذه الطرق هي تحديد الموقع عن طريق تسليط الأضواء أو الصيد باستخدام البلم أو الطعم الإصطناعي أو باستخدام طعوم صغيرة أو استخدام أداوات الصيد
سمك الكرابي مشهور عند ممارسي الصيد على الجليد
حيث أنهم ينشطون في فصل الشتاء
سجل الرقم القياسي الحالي لصيد الأسماك في جميع أنحاء العالم هو الكراب الأسود ويبلغ حجمه 2,25 كجم أي (5,0 رطل) اما بالنسبة للكراب الأبيض فيبلغ حجمه 2,35 كجم أي (5,2 رطل)

## الصيد بالصنارة
صيد الكراب هو امر شائع في معظم أنحاء أمريكا الشمالية.
تختلف الطرق ولكن اكثرها شيوعاً يطلق عليها باسم«شبكة العنكبوت» هي طريقة تميز بها الصياد في القارب مع العديد من قضبان الصيد الطويلة التي تصوب بعيداً عن زاوية الصياد ومن الممكن استخدام هذه الطريقة خلال فصل المياه المفتوحة
الصياد هو الشخص الذي يشرف على عمل الشبكة العنكبوت ويمكن اختيار الطريقة الأنسب ومن أنواعها الصنارة البلاستيكية ذات الرأس وكرانك بيتز أو الطعوم الحية
بعض من الصيادين يلقي مواد أو قطع صغيره من الطعم تجذب الأسماك وايضاً الفترة المناسبة لصيد هذا النوع هي فترة وضع البيض ومن الممكن ايضاً اخذها من المستنقعات المتجمدة والبحيرات في فترة الشتاء

## الصيد التجاري
قبل بدء (أقسام مصائد الدولة) بتنفيذ لوائح أكثر تقيّداً وتطبيقاً، هناك عدد كبير من سمك الكرابز وخاصةً في ولايات نهر المسيسبي والتي تم حصادها تجارياً في القرن التاسع عشر وأوائل القرن العشرين
وتفيد التقارير أن كمية صيد الكرابز السنوية التي تباع في أسواق الأسماك في الولايات المتحدة تبلغ حوالي ثلاثة ملايين جنيه.
وجدت مصائد تجارية للكرابز في بحيرة ريلفت في تينسي حتى عام 2003. كانت واحدة من عدد قليل من المصائد التجارية للكرابز في العقود الأخيرة.

## سجلات الصيد
بمعلومات من جمعية الأسماك الدولية للألعاب (IGFA) فهي أكثر السجلات تميزاً
الكراب الأسود: يبلغ وزنه 2،26كجم أي (5,0 رطل) تم اصطياده في إبريل 2005 بواسطة جون ار، هورستمان من بحيرة خاصة في ولاية ميسوري، الولايات المتحدة.
الكراب الأبيض: يبلغ وزنه 2،35كجم أي (5,2 رطل) تم اصطياده في 31 يوليو عام 1957 بواسطة فريد بري في ووتر ڤالي، مسيسبي، الولايات المتحدة